# Jean d’Aulan

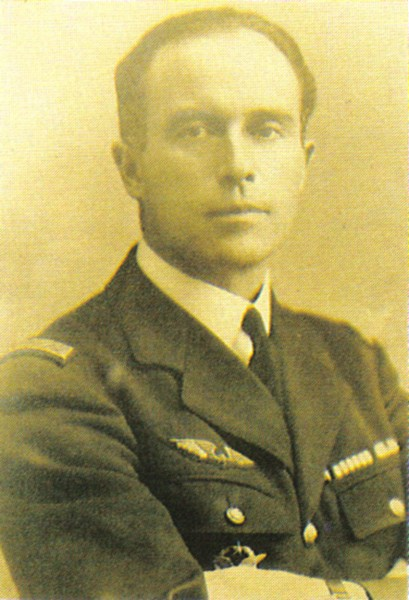
Jean d’Aulan in der Uniform der Escadrille La Fayette

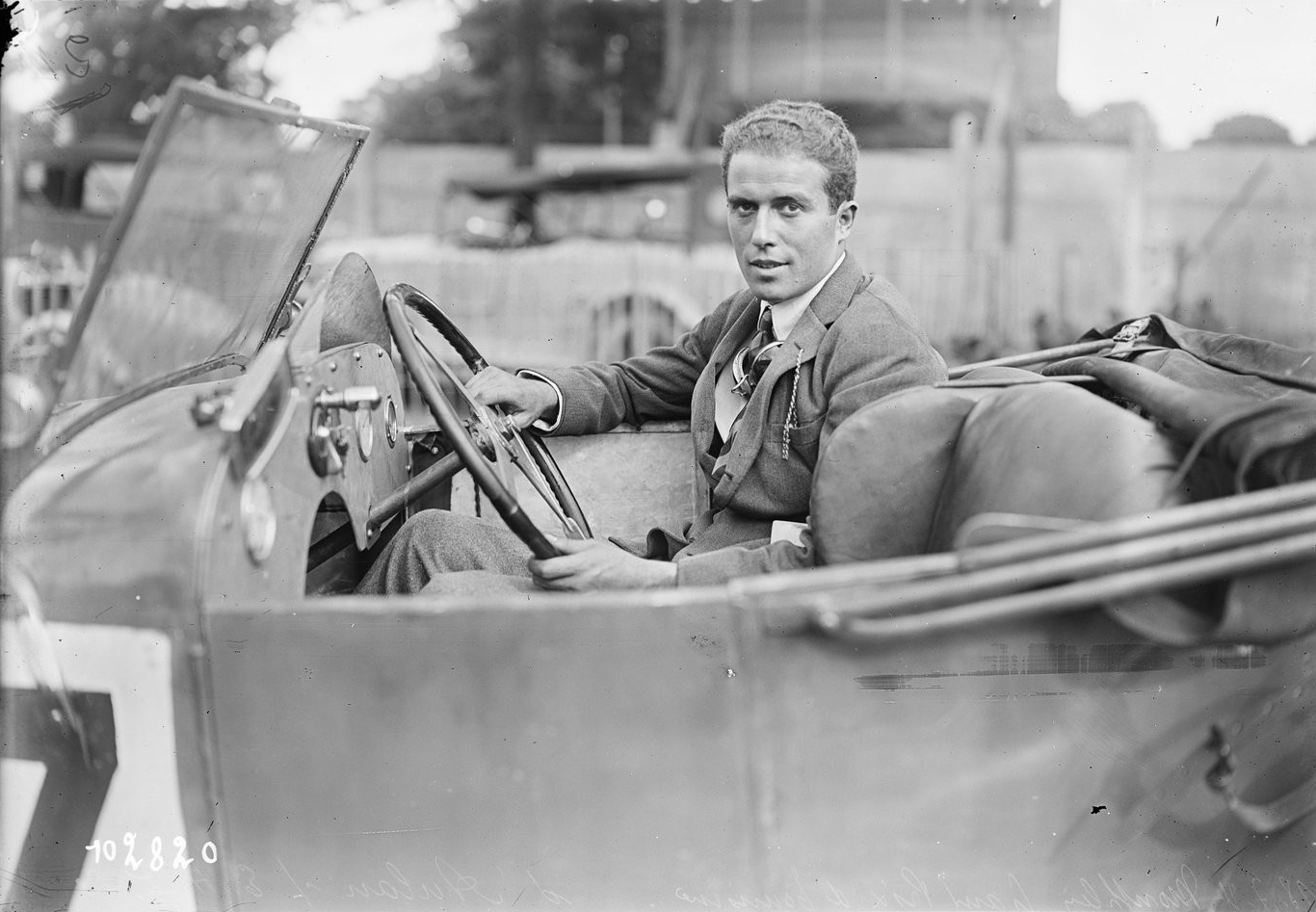
Jean d’Aulan bei einem Rahmenrennen zum Großen Preis von Frankreich 1925

Marquis Jean Harouard de Suarez d’Aulan (* 20. November 1900 in Savasse; † 8. Oktober 1944 in der Nähe von Heidwiller) war ein französischer Adliger, Unternehmer, Flieger, Bobfahrer und Autorennfahrer.

## Familie und Herkunft
Jean d’Aulan entstammte einer spanischen Aristokratenfamilie, die zur Zeit der Regentschaft von Karl V. enormen Einfluss in der spanischen Monarchie hatte. Unter dem Druck des Kaisers des Heiligen Römischen Reichs musste die Familie Spanien verlassen und siedelte sich in Frankreich an. Er war der Sohn von François Harouard de Suarez d’Aulan und Madeleine de Geoffre de Chabrignac. Durch die Heirat mit Marie Yolande Kunkelmann 1926, der Erbin von Piper-Heidsieck, wurde er Mitbesitzer und Geschäftsführer des Champagnerhauses in Reims. Das Paar hatte vier Kinder, darunter Chatherine, die mit Claude Taittinger (Taittinger-Champagner) verheiratet war.

## Bobfahrer
Jean d’Aulan, der auch ein erfolgreicher Schwimmer und Klippenspringer war, gewann vier französische Meisterschaften als Bobfahrer. Bei den ersten Olympischen Winterspiele 1924 in Chamonix erreichte er im Team mit Anthony Berg, Henri Aldebert und Georges André den vierten Endrang im Bobwettbewerb. 1928 in St. Moritz reichte es nur zum 14. Gesamtrang im Bobfahren. Teil der Mannschaft des anderen französischen Bobs war der Konstrukteur und Rennfahrer André Dubonnet. Sein größter Erfolg war der dritte Rang im Viererbob bei der Bob-Weltmeisterschaft 1934 in Garmisch-Partenkirchen. Seine letzten internationalen Auftritte hatte er bei den Olympischen Winterspielen 1936 mit dem 14. Rang im Zweierbob und dem 9. Platz im Viererbob.

## Karriere als Rennfahrer
1925 startete Jean d’Aulan als Herrenfahrer bei zwei Sportwagenrennen. Gemeinsam mit René Dély fuhr er beim 24-Stunden-Rennen von Le Mans einen E.H.P. an die 14. Stelle der Gesamtwertung. Seinen zweiten Einsatz hatte er beim 12-Stunden-Rennen von Montlhéry, das im Rahmen des Großen Preises von Frankreich 1925 ausgetragen wurde. In dem Rennen, das mit dem Sieg von André Boillot auf einem Peugeot 18 CV endete, fiel d’Aulan aus.

## Flieger im Zweiten Weltkrieg
Jean d’Aulan, der im Ersten Weltkrieg in der Infanterie diente, schloss sich nach der Besetzung Frankreichs durch die Wehrmacht im Juni 1940 dem Widerstand an. Abgeschossene britische Flieger und Fallschirmjäger versteckte er in den Kelleranlagen von Piper-Heidsieck. Ein Verrat machte die Flucht nach Nordafrika notwendig. Im Alter von 42 Jahren trat er in Algerien in die zweite Jagdgruppe der Escadrille La Fayette ein und wurde der älteste Jagdflieger im Zweiten Weltkrieg.
Als Leutnant flog er Einsätze über dem deutschen Reichsgebiet. Bei einem dieser Einsätze wurde im Herbst 1944 seine Republic P-47 von einer Messerschmitt Bf 109 über dem Tagholsheimer Holz abgeschossen. Jean d’Aulan kam beim Absturz ums Leben und wurde in der Familiengruft auf dem Cimetière du Nord in Reims bestattet.

## Statistik

### Le-Mans-Ergebnisse
| Jahr | Team   | Fahrzeug           | Teamkollege | Platzierung | Ausfallgrund |
| ---- | ------ | ------------------ | ----------- | ----------- | ------------ |
| 1925 | E.H.P. | E.H.P. DT Spéciale | René Dély   | Rang 14     |              |